# Serie A 1979-1980 (rugby a 15)
La serie A 1979-80 fu il 50º campionato nazionale italiano di rugby a 15 di prima divisione.
Si tenne dal 7 ottobre 1979 al 4 maggio 1980 tra 12 squadre a girone unico e vide la settima affermazione nazionale del Petrarca sui campioni uscenti del Rovigo, preceduti in classifica finale di un solo punto.
In coda retrocedettero Torino (per l'ultima volta, al 2020, in prima divisione) e il Casale, quest'ultimo superato proprio all'ultimo turno dal Parma che vinse l'incontro diretto con i veneti e riuscì a mantenere il posto in serie A.

## Squadre partecipanti e sponsor
- Amatori Catania
- L’Aquila
- Benetton
- Brescia (Cidneo)
- Casale (Tegolaia)
- Frascati (Pouchain)

- Parma
- Petrarca
- Rugby Roma (Jaffa)
- Rovigo (Sanson)
- San Donà (Fracasso)
- Torino (Ambrosetti)

## Risultati
|       | 1ª/12ª giornata            |       |
| ----- | -------------------------- | ----- |
| 13-21 | Rugby Roma - Benetton      | 10-10 |
| 15-29 | Torino - Petrarca          | 0-60  |
| 6-9   | Casale - Frascati          | 13-33 |
| 6-13  | Amatori Catania - L'Aquila | 6-30  |
| 10-24 | San Donà - Rovigo          | 7-13  |
| 13-16 | Parma - Brescia            | 9-12  |
|       |                            |       |
|       | 4ª/15ª giornata            |       |
| 12-10 | Frascati - Amatori Catania | 14-4  |
| 50-9  | L'Aquila - San Donà        | 6-17  |
| 3-3   | Benetton - Rovigo          | 7-22  |
| 16-8  | Brescia - Casale           | 6-30  |
| 18-12 | Parma - Torino             | 9-10  |
| 41-0  | Petrarca - Rugby Roma      | 13-6  |
|       |                            |       |
|       | 7ª/18ª giornata            |       |
| 22-4  | Rugby Roma - Brescia       | 6-12  |
| 26-6  | L'Aquila - Parma           | 9-7   |
| 23-6  | San Donà - Casale          | 0-3   |
| 35-6  | Benetton - Torino          | 48-0  |
| 24-4  | Petrarca - Amatori Catania | 4-6   |
| 29-7  | Rovigo - Frascati          | 12-7  |
|       |                            |       |
|       | 10ª/21ª giornata           |       |
| 20-19 | L'Aquila - Petrarca        | 7-27  |
| 29-0  | Benetton - Casale          | 12-6  |
| 11-3  | Brescia - Frascati         | 0-7   |
| 14-12 | San Donà - Torino          | 35-18 |
| 4-4   | Parma - Amatori Catania    | 4-18  |
| 25-12 | Rovigo - Rugby Roma        | 27-13 |

|       | 2ª/13ª giornata              |       |
| ----- | ---------------------------- | ----- |
| 20-6  | Rugby Roma - Torino          | 12-10 |
| 21-9  | L'Aquila - Brescia           | 7-9   |
| 17-7  | Benetton - San Donà          | 10-12 |
| 11-13 | Frascati - Parma             | 0-8   |
| 36-9  | Petrarca - Casale            | 8-3   |
| 25-10 | Rovigo - Amatori Catania     | 32-13 |
|       |                              |       |
|       | 5ª/16ª giornata              |       |
| 31-8  | Rugby Roma - Amatori Catania | 10-21 |
| 18-23 | Torino - Casale              | 11-13 |
| 16-3  | L'Aquila - Frascati          | 8-9   |
| 30-3  | Benetton - Parma             | 30-10 |
| 14-3  | San Donà - Brescia           | 6-4   |
| 6-6   | Rovigo - Petrarca            | 9-15  |
|       |                              |       |
|       | 8ª/19ª giornata              |       |
| 9-21  | Casale - L'Aquila            | 3-49  |
| 9-3   | Amatori Catania - Torino     | 10-0  |
| 23-9  | Brescia - Rovigo             | 4-27  |
| 6-30  | Frascati - Benetton          | 7-28  |
| 0-20  | San Donà - Petrarca          | 0-21  |
| 13-6  | Parma - Rugby Roma           | 6-36  |
|       |                              |       |
|       | 11ª/22ª giornata             |       |
| 3-8   | Rugby Roma - L'Aquila        | 11-59 |
| 7-16  | Torino - Rovigo              | 16-50 |
| 9-12  | Casale - Parma               | 9-11  |
| 10-11 | Amatori Catania - Brescia    | 6-6   |
| 7-9   | Frascati - San Donà          | 10-28 |
| 21-3  | Petrarca - Benetton          | 6-3   |

|       | 3ª/14ª giornata            |       |
| ----- | -------------------------- | ----- |
| 6-10  | Torino - Frascati          | 14-7  |
| 22-13 | Casale - Rugby Roma        | 12-6  |
| 13-13 | Amatori Catania - Benetton | 10-29 |
| 12-10 | Brescia - Petrarca         | 12-23 |
| 9-6   | San Donà - Parma           | 13-15 |
| 9-7   | Rovigo - L'Aquila          | 11-12 |
|       |                            |       |
|       | 6ª/17ª giornata            |       |
| 8-39  | Casale - Rovigo            | 10-32 |
| 7-18  | Torino - L'Aquila          | 4-48  |
| 11-20 | Amatori Catania - San Donà | 22-6  |
| 13-17 | Brescia - Benetton         | 0-86  |
| 15-12 | Frascati - Rugby Roma      | 6-13  |
| 12-15 | Parma - Petrarca           | 6-40  |
|       |                            |       |
|       | 9ª/20ª giornata            |       |
| 20-3  | Rugby Roma - San Donà      | 14-6  |
| 9-7   | Torino - Brescia           | 10-39 |
| 22-10 | Benetton - L'Aquila        | 15-10 |
| 10-3  | Amatori Catania - Casale   | 0-9   |
| 42-4  | Petrarca - Frascati        | 24-12 |
| 18-15 | Rovigo - Parma             | 67-4  |

## Classifica
| Pos | Squadra         | G  | V  | N | P  | PF  | PS  | DP   | Pt |
| --- | --------------- | -- | -- | - | -- | --- | --- | ---- | -- |
| 1   | Petrarca        | 22 | 18 | 1 | 3  | 508 | 149 | +359 | 37 |
| 2   | Rovigo          | 22 | 17 | 2 | 3  | 507 | 216 | +291 | 36 |
| 3   | Benetton        | 22 | 15 | 3 | 4  | 498 | 188 | +310 | 33 |
| 4   | L’Aquila        | 22 | 15 | 0 | 7  | 455 | 221 | +234 | 30 |
| 5   | San Donà        | 22 | 11 | 0 | 11 | 248 | 312 | −64  | 22 |
| 6   | Brescia         | 22 | 10 | 1 | 11 | 229 | 353 | −124 | 21 |
| 7   | Rugby Roma      | 22 | 8  | 1 | 13 | 289 | 348 | −59  | 17 |
| 8   | Amatori Catania | 22 | 7  | 3 | 12 | 211 | 303 | −92  | 17 |
| 9   | Frascati        | 22 | 8  | 0 | 14 | 199 | 336 | −137 | 16 |
| 10  | Parma           | 22 | 7  | 1 | 14 | 204 | 404 | −200 | 15 |
| 11  | Casale          | 22 | 7  | 0 | 15 | 214 | 394 | −180 | 14 |
| 12  | Torino          | 22 | 3  | 0 | 19 | 194 | 532 | −338 | 6  |

## Verdetti
- Petrarca: campione d'Italia
- Casale, Torino : retrocesse in serie B